# Sân cỏ

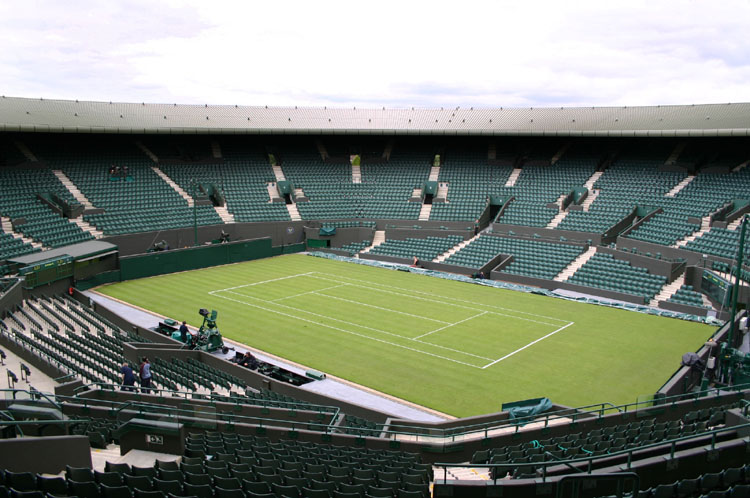
Sân Số 1 của Giải Vô địch Wimbledon được chơi trên mặt sân cỏ.

Sân cỏ là một trong bốn thể loại mặt sân quần vợt của bộ môn thể thao quần vợt, cũng được biết đến với tên gọi là "lawn tennis".
Sân cỏ ngày nay phổ biến nhất là ở Anh Quốc.

## Đặc điểm
Sân cỏ ngày nay rất hiếm có vì loại sân này rất tốn kém để gìn giữ. Đa số sân cỏ ngày nay chỉ thấy ở Anh vì người Anh vẫn thích giữ truyền thống quần vợt. Loại sân này làm cho bóng đi nhanh, nảy thấp và không đều. Vì thế nó thích hợp với những tay vợt thích phát bóng và lên lưới (serve and volley).
Trong lịch sử các giải Grand Slam thì sân cỏ đã từng được sử dụng tại Giải quần vợt Úc Mở rộng từ năm 1905 đến năm 1987, và Giải Vô địch Wimbledon kể từ năm 1877.
Tay vợt người Thụy Sĩ Roger Federer được mệnh danh là "ông vua sân cỏ" với kỷ lục vô địch Wimbledon của mình.